# 上海科技金融博物馆
上海科技金融博物馆（英語：Shanghai Fintech Museum）是一座位于上海的科技金融主题博物馆。

## 历史
2019年11月1日建成开馆，位于上海普陀区云岭东路89号长风国际大厦2楼，隶属于中国金融博物馆。展示面积2200平方米，有七个展厅。

## 营业时间
- 周一至周五：上午九点半至下午六点
- 周六周日闭馆

## 交通
- 上海轨道交通15号线长风公园站